# La Fête en plein air
La Fête en plein air (titre original : Zahradní slavnost) est une pièce de théâtre en quatre actes de Václav Havel, représentée pour la première fois au Théâtre sur la Balustrade à Prague en 1963. Inscrite dans le courant du théâtre de l'absurde, la pièce montre l'accession de Hugo à des fonctions bureaucratiques dépourvues de sens et aux appellations comiques.
Havel écrit cette pièce, une de ses premières, alors qu'il travaille comme machiniste au Théâtre sur la Balustrade. Le succès rencontré par la pièce fait connaître Havel comme dramaturge, et lui permet de donner à la scène deux ans plus tard Le Rapport dont vous êtes l'objet dans le même théâtre.

## Résumé

### Premier acte
Hugo joue une partie d'échecs contre lui-même sous le regard de ses parents, inquiets pour son avenir. Ils attendent un invité qui fait savoir par un télégramme qu'il ne viendra pas, convoqué qu'il est à la fête en plein air de « l'Office de la liquidation ». Les parents de Hugo proposent à leur enfant de se rendre seul à cette fête.

### Acte II
Hugo discute avec les deux secrétaires postés à l'entrée de la fête. Ils lui présentent les activités de la fête, comme « la sélection des meilleures anecdotes tirées de la praxis de la cinquième section notées et racontées par le chef de ladite section ». Ils exposent ensuite le règlement qui dicte la conduite de la fête, et qui paraît absurde à Hugo. Ferdinand Plzak, un employé du Service de l'inauguration, s'immisce dans la conversation. Il est chargé du discours inaugural de la fête en plein air et vante son métier aux deux secrétaires et à Hugo. Ce dernier, mimant les tournures de phrase de Plzak, démontre qu'il ferait lui aussi un excellent inaugurateur.

### Acte III
Au bureau du Service de l'inauguration, le directeur est contraint de mettre toutes ses affaires à la corbeille, et jusqu'à son costume. On comprend que le Service de l'inauguration est en cours de liquidation par l'Office de la liquidation. Hugo, qui a reçu un poste au Service de l'inauguration, se présente au directeur et échange avec lui dans un registre familier à propos de l'histoire du Service et de sa liquidation en cours. On découvre que l'Office de la liquidation est lui aussi en train d'être liquidé, ce qui soulève pour Hugo et le directeur une question épineuse : comment organiser le discours d'inauguration de la liquidation du Service de l'inauguration ?

### Acte IV
De retour chez ses parents, Hugo les interroge et tente de déterminer s'ils sont de bons citoyens. Ses parents, ne reconnaissant pas leur enfant, attendent son retour de la fête en plein air. Plzak finit par sortir d'une armoire et, brisant le quatrième mur, donne au public un ordre de dispersion qui conclut la pièce : « Et maintenant, dispersez-vous, comment dirais-je, sans discussions inutiles ! ».

## Thèmes
Dans La Fête en plein air, Václav Havel tourne en dérision les complexités bureaucratiques du régime socialiste en Tchécoslovaquie. Cela passe par la phraséologie administrative des fonctionnaires (Plzak, les deux secrétaires, le directeur, puis Hugo), donnant lieu à des phrases à rallonge aux termes alambiqués, mais aussi par la multiplication des règlements incompréhensibles, comme celui qui préside à la fête en plein air. Havel approfondira le thème du rapport entre langage et pouvoir dans des pièces ultérieures, comme Le Rapport dont vous êtes l'objet.
Le final absurde du quatrième acte contribue à la mise en exergue du caractère arbitraire du pouvoir exercé en Tchécoslovaquie à cette époque. Néanmoins, ce procédé est commun à la plupart des œuvres du théâtre de l'absurde et n'est pas propre à la satire politique.

## Analyse
D'après Jean Picq, Hugo finit par être victime de la langue de bois et du discours manipulateur du régime à force de singer les idées de Plzak, et à travers lui celles de l'administration. Cela illustre la force de conviction des slogans politiques, qui imposent une réalité en imposant leurs mots.

## Personnages
- Hugo Pludek
- Ulric Pludek, son père
- Béatrice Pludek, sa mère
- Pierre Pludek, son frère
- Amalka
- Ferdinand Plzak, inaugurateur
- Le secrétaire liquidateur
- La secrétaire liquidatrice
- Le directeur du service de l'inauguration